# Charif Ounis

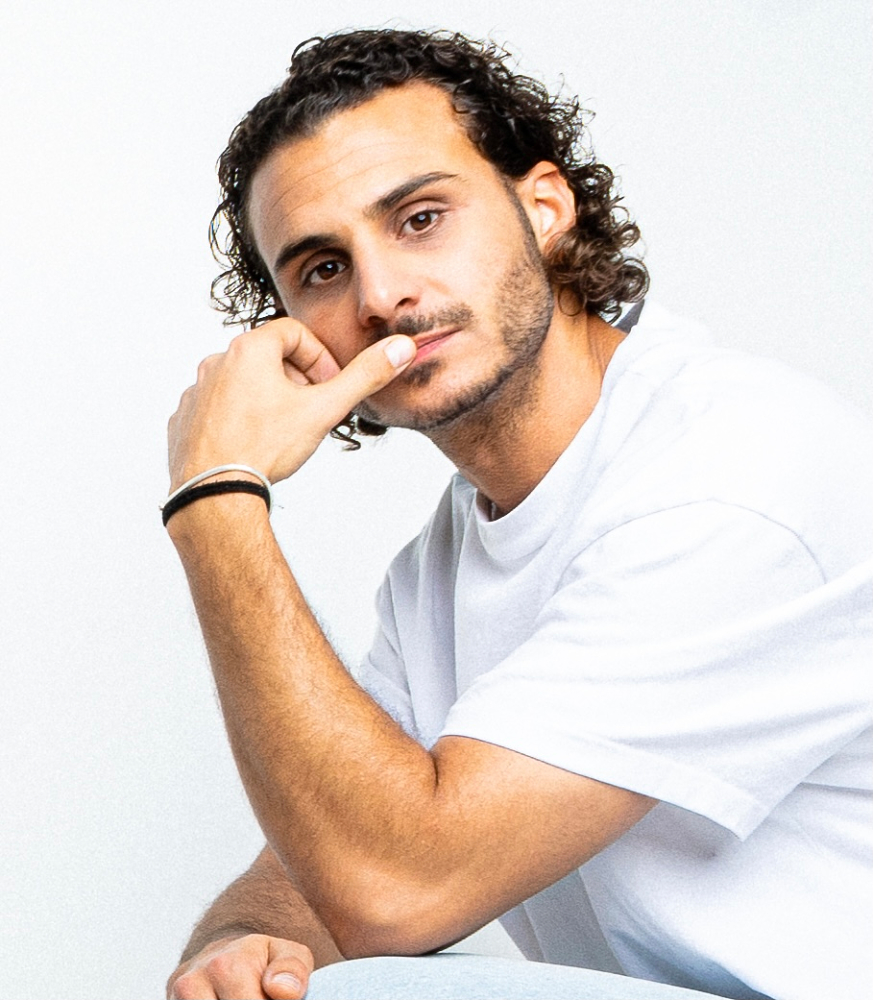
Charif Ounis 2020

Charif Ounis (* 1991 in Braunschweig) ist ein deutscher Schauspieler.

## Werdegang
Charif Ounis besuchte von 2014 bis 2016 eine Theaterschule in Köln. Im Sommer 2016 wechselte er auf die Internationale Akademie für Filmschauspiel, wo er bis 2019 eine Ausbildung zum Filmschauspieler absolvierte. Zwischen 2016 und 2017 sammelte Ounis im Rahmen seiner Ausbildung unter Walter Kimmerle und Torsten Sarrazin Erfahrungen in den Bereichen Filmfighting und Stunt-Choreografie. Ebenfalls arbeitete er in Workshops mit Daniel Anderson und Sinan Akkus zusammen.
Er spielte bereits während seiner Ausbildung in verschiedenen Theaterstücken mit und ist seither regelmäßig auf der Bühne zu sehen.
Während seiner Ausbildung an der Internationalen Akademie für Filmschauspiel wirkte Charif Ounis in der ARD-Produktion „Zürich Krimi“ und in den ZDF-Produktionen „Der Staatsanwalt“ sowie „Freaks“ mit.
Im Laufe seiner Ausbildung kam Charif Ounis auch mit Regie in Kontakt, sodass er diverse Kurzfilme in Eigenregie umsetzte. Schließlich gründete er 2020 die Film- und Videoproduktionsfirma Ounice Productions.
Seit 2020 arbeitet Ounis zudem als Dozent an der IAF und dreht mit Ounice Productions sämtliche Abschlussarbeiten der Jahrgänge.
Die Web-Serie „Kuntergrau“, in der Ounis als Schauspieler mitwirkt, war 2021 für den Grimme Preis nominiert.
Charif Ounis lebt in Köln.

## Filmografie (Auswahl)
- 2016: Nutze den Tag
- 2016: Sieben Todsünden
- 2016: Transparent und Lautstark
- 2018: Klausentreiben
- 2018: Bonchance
- 2018: S.E.R.E.
- 2018: O.G
- 2018: Freaks (ZDF)
- 2018: Der Zürich-Krimi: Borchert und die mörderische Gier (ARD)
- 2019: Alte Freunde
- 2019: Escape
- 2019: Vogelgruppe
- 2019: Brüder
- 2019: Kuntergrau (Web-Serie)
- 2019: Zweierlei (Regie: Sinan Akkus)
- 2019: Der Staatsanwalt – Null Toleranz (ZDF)
- 2019: Think Big (Sat1)
- 2020: Autopilot
- 2020: Aquilegia
- 2021: Die Luft war so gut, da dachte ich...
- 2021: ECHO
- 2025: SOKO Donau/SOKO Wien – Waldesruh (Fernsehserie)
- 2025: WaPo Duisburg – Verhängnisvolle Vergangenheit (Fernsehserie)